# Söderalafløjen
Söderalafløjen eller Söderalaflöjeln er en vindfløj fra vikingetiden, som sat på Söderala kyrka i søndre Hälsingland frem til 1700-tallet. Den blev imidlertid først opdaget i 1916. Fløjen er en skibsfløj af typen veðrviti, og én af kun to kendte sådanne fløjer i Sverige. Den andre er Källungefløjen. Sammen med to norske skibsfløjer af samme type, Heggenfløjen og Tingelstadfløjen, udgør disse fløjer de eneste som er fundet i Skandinavien fra vikingtiden.
Fløjen, som dateres til tiden omkring 1050 menes at stamme fra stavnen på et vikingeskib. Den er fremstillet af en forgyldt bronzeplade og rigt dekoreret med gennembrudt dyreornamentik i ringerikestil. Fløjen er tresidig og kantborderne er forstærket og udsmykket af smalle bladlister.
Originalen opbevares på Statens historiska museum i Stockholm, men det findes kopier af den i Söderala kyrka, i Gamla Uppsala museum og i vikingemuseet Haithabu i Tyskland.